# 414 a. C.
El año 414 a. C. fue un año del calendario romano prejuliano. En el Imperio romano se conocía como el Año del Tribunado de Coso, Ambusto, Potito y Albino (o menos frecuentemente, año 340 Ab urbe condita).

## Acontecimientos
- Sitio de Siracusa.

## Fallecimientos
- Lámaco, general ateniense.
- Publio Postumio Albino Regilense, político y militar romano.

- Datos: Q232679